# Nakur
Nakur o Nukur (àrab: نكور, Nakūr; amazic: Nekor o N'kor) fou una població de la costa nord del Marroc i capital d'un emirat regit per la dinastia salíhida. Era a uns 140 km a l'oest de Melilla en una plana entre dos petits rius que s'ajunten en un lloc anomenat Agdal i se separen altre cop abans de desaiguar a la mar, el uadi Nakur i el uadi Ghays (Ghïs). En un turó hi havia un ribat. És a uns 11 km de la costa Mediterrània a la proximitat de ports com al-Mazimma batejat pels castellans com Alhucemas i pels francesos com Albouzème o Albouzèmes, i els marroquins moderns l'anomenen al-Hoceima. La ciutat estava rodejada d'una muralla de rajola crua, i disposava d'una gran mesquita. La seva història és de fet el de l'emirat al qual dona nom.

## Història

### Fundació
La dinastia governant descendia d'un company d'Uqba ibn Nafí (mort el 683) anomenat Sàlih ibn Mansur al-Himyarí. La seva nisba indicaria un origen sud-aràbic però això fou discutit ja per Yakubi que el considerava membre de la tribu dels Nefza i, per tant, un amazic. Aquest home vivia a Tamsaman i va convertir a l'islam als amazics de la regió que eren gomeres (ghumara) i sanhadjes. Però els amazics no tenien verdadera fe i el 709, cansats de les limitacions imposades per la religió, es van revoltar i el van foragitar, i van agafar com a cap a Dawud al-Rundi. Sembla que al cap d'un temps Salih fou cridat altre cop i va morir en una data desconeguda abans de la meitat del segle viii, succeint-lo el seu fill al-Mutasim ibn Salih. El seu nebot Said ibn Idris, que el va succeir vers 760, va fundar per diferents raons la ciutat de Nakur on va traslladar la capital. Va poder sufocar diverses rebel·lions en contra seva, entre les quals una de part de la tribu dels gomeres dirigit per Segguen, que com totes les altres fou aplanada, i va morir després de més de 40 anys de govern, vers el 803.

### segleix
El va succeir el seu fill gran (almenys en tenia una dotzena) Salih ibn Said. En data desconeguda es va revoltar el seu germà Idris que pretenia la successió, però fou derrotat. Sota el seu govern en una data imprecisa entre 859 i 862 els normands van atacar Nakur: avançaven amb 62 vaixells i la flota cordovesa de vigilància va capturar dos de les seves naus però la resta va poder arribar al Guadalquivir però al saber que s'acostava un exèrcit van reembarcar cap a Algesires que van ocupar i van incendiar la gran mesquita. Aviat es van haver de retirar i van seguir per la costa cap al sud-est de l'Àndalus, a l'anomenat Regne de Tudmir arribant fins a Oriola (Uriyula) que fou atacada i seguint després cap a França (Ifrandj) on van passar l'hivern a la Carmarga; mentre un altre grup de vaixells feia ruta cap al Marroc, on van capturar Nakur que van saquejar durant 8 dies; tots els que eren a la ciutat foren fets presoners incloent membres femenins de la família de prínceps local que després foren rescatats per l'emir de Còrdova que tenia relacions amistoses amb els emirs de Nakur que havien allotjat a Abd al-Rahman I abans de desembarcar a la península Ibèrica (vers 754), i la mare del qual era de la tribu Nefza. Al-Yakubi descriu el territori com a fèrtil, amb nombrosos cultius i bestiar, i ple de fortaleses.
Mort Salih (també després d'un llarg regnat) el 864 el va succeir el seu fill Said ibn Salih (864-916) contra el que es van rebel·lar els sakaliva (esclavons o sigui eslaus) que havien estat comprats com esclaus per formar una guàrdia pretoriana, i exigien ser alliberats; foren derrotats i castigats. Alguns parents que havien participat en la revolta foren condemnats a mort.

### seglex
Vers el 911 el governador idríssida de Tsul, Taza i Meknès, Masala ibn Habus, un cap dels amazics zenata de la tribu miknasa, es va separar de l'obediència idríssida i es va declarar pel califa fatimita i després va combatre els idríssides als que més d'una vegada va imposar la submissió al califa Ubayd-Al·lah al-Mahdí. Aquest vers el 912 va demanar als salíhides el reconeixement del califat d'Ifríqiya. Hi havia un motiu per això: la germana de Salih ibn Mansur, Umm al-Sad, s'havia casat amb un descendent de Fàtima az-Zahrà, Ahmad ibn Idris ibn Muhammad ibn Sulayman ibn Abd Allah ibn al-Hasss ibn al-Hasan ibn Ali ibn Abi-Tàlib, però no en tant que fatimita sinó perquè estava emparentat als idríssides que exercien alguna mena d'influència sobre Nakur. Com que l'emir de Nakur no va acceptar, el califa fatimita Ubayd-Al·lah al-Mahdí va enviar al general Masala ibn Habus que el va derrotar i matar en combat (916) i el seu cap enviat a Raqqada amb el d'altres parents també morts en combat (o més tard en la conquesta de Nakur). La traïció d'un membre de la família regnant, de nom Hamad ibn Ayyash, va permetre a Masala ocupar Nakur el 26 de juny de 917, sent saquejada i les dones i nens fets presoners. L'ocupació va durar uns mesos. Quan Masala va abandonar la ciutat, deixant un governador de nom Dalul amb una petita guarnició, els fills de Said (Idris, al-Mutasim i Salih), que havien fugit a Màlaga i a Petxina (tot i que el califa Abd al-Rahman III els havia convidat a establir-se a Còrdova), van tornar per separat, i Salih ibn Said va arribar el primer desembarcant prop de Tamsaman sent acollit amb fervor pels amazics de la regió que el van aclamar com al-Yatim i el van acompanyar cap a Nakur; la guarnició local, sense suport, va abandonar a Dalul i Salih va entrar a Nakur i fou declarat emir. Dalul fou fet presoner i penjat amb gran part de la guarnició. La reconquesta de Nakur fou celebrada a Còrdova, especialment perquè implicava que el principat passava de fet de ser un aliat a ser un protectorat cordovès (uns mesos després Salih demanava oficialment el protectorat).
El 921 Masala ibn Habus tornava a Nakur i la reconqueria; altre cop no s'hi va poder sostenir en no tenir el suport dels amazics de la regió i Salih ibn Said va retornar al govern. Va morir el 927 i el va succeir el seu cosí al-Muayyad ibn Abd al-Badi ibn Salih ibn Said. Als pocs mesos Musa ibn Abi l-Afia, governador del Magreb i xeic dels miknasa, va atacar l'emirat des de Guercif i es va apoderar de Nakur per tercera vegada. El 929 Nakur fou arrasada. Un altre cosí, Abu Ayyub Ismail ibn Abd al-Malik ibn Abd al-Rahman ibn Said ibn Idris ibn Salih ibn Mansur, net d'un famós fakih i gazi va recuperar el poder i va reconstruir la ciutat vers el 930. El 932 Musa ibn Abi l-Afia va capgirar la seva aliança i va reconèixer al califa omeia.
Irritats els fatimites per aquest canvi i per la reconstrucció de Nakur, ja que això significava el retorn dels omeies a la zona, el califa Abu-l-Qàssim Muhàmmad ibn al-Mahdí al-Qàïm bi-amr-Al·lah (934–946) poc després de pujar al poder va encarregar a un eslau de nom Sandal la conquesta de l'emirat. Després d'un intercanvi de missatges i de l'enviament d'alguns ambaixadors (alguns dels quals foren executats per orde d'Abu Ayyub Ismail), Sandal va atacar Nakur el setembre del 935 i després de 8 dies de lluita la va ocupar. L'emir i quasi tots els seus partidaris van morir en els combats, i les dones i criatures van esdevenir captius. Sandal va retornar a Fes i va deixar com a governador a un personatge de nom Marmazu de la tribu amaziga dels Kutama. Quan la població civil que havia fugit dels combats va poder retornar, van matar per sorpresa al governador que hi havia deixat Sandal i van enviar el cap al califa fatimita (936). Els habitants van aclamar com a cap a un membre de la família salíhida, Musa ibn Rumi al-Mutasin ibn Muhammad ibn Kurra ibn al-Mutasim ibn Salih ibn Mansur; no va governar gaire temps doncs fou expulsat vers 942 per un parent de nom Abd al-Sami ibn Djurthum ibn Idris ibn Said ibn Idris ibn Salih ibn Mansur. El 942 hi havia un governador cordovès a Nakur, de nom Ahmad, el qual fou enviat contra Fes.
Abd al Sami va morir el 948/949 en una revolta popular i llavors fou proclamat el seu parent Djurthum ibn Ahmad ibn Muhammad ibn Ziyadat Allah ibn Said ibn Idris ibn Salih ibn Mansur, que vivia a Màlaga. Probablement sota el seu regnat el país fou visitat per Ibn Hàwqal que explica que ja havia perdut importància i esmenta el seu port al-Mazimma. Aquest emir va adoptar l'escola de jurisprudència malaquita. És esmentat per darrer cop el setembre/octubre del 971.
Les informacions posteriors són molt confoses. L'idríssida al-Hàssan ibn al-Qàssim Gannun (955-974 i 985) va dominar Nakur fins a finals del 973, en què la va abandonar al general cordovès Ghalib ibn Abd al-Rahman al-Siklabi. Bulugguín ibn Ziri, emir sanhadja al servei dels fatimites, va iniciar una ofensiva cap a l'oest el 979; els maghrawa zenetes van fugir cap al Magreb occidental on foren derrotats i la zona ocupada pels zírides; el cap maghrawa Al-Khayr ibn Muhammad ibn al-Khayr fou fet presoner i poc després executat i el va substituir el seu fill Muhammad ibn al-Khayr que va fugir a Còrdova i va demanar ajut al primer ministre Almansor. L'enviament d'un exèrcit omeia va fer retirar al zírides. Els maghrawes i els ifranites van dominar llavors el Magreb occidental. Un intent dels idríssides amb suport zírida, va ocupar Fes breument el 985. El cap més influent de les tribus del Maghreb era l'emir dels Banu Ifran, Yaddu ibn Yala, que fou nomenat governador de Fes pels cordovesos vers 986 (incloent Nakur), però al cap de dos anys fou substituït per un cap maghrawa de nom Ziri ibn Attiya. Aquest es va revoltar i fou expulsat pels cordovesos el 997 sota la direcció del fill d'Almansor. Nakur estava entre les ciutats que governava i fou atacada i conquerida (com altres) pel general cordovès esclau Wadih.

### Destrucció
El 999 quan el fill d'Almansor va retornar a Còrdova, al-Muizz ibn Ziri fill de Ziri ibn Atiyya que no havia seguit al seu pare en rebel·lió, va rebre el govern del Magreb (999-1026) però a Nakur probablement va governar llavors un membre de la família salíhida fins al 1019 o el 1020 quan s'hauria exiliat a Màlaga expulsat per Yala ibn al-Futuh al-Azdadji d'Orà, la nissaga del qual va governar almenys fins al 1068, quan al-Bakrí va escriure la seva Descripció i probablement fins al 1084 quan la ciutat fou conquerida i destruïda per l'almoràvit Yússuf ibn Taixfín.